# Песня про сражение на реке Чёрной 4 августа 1855 года
«Песня про сражение на реке Чёрной 4 августа 1855 года» — солдатская песня на слова Л. Н. Толстого. В 1925 году В. И. Срезневский ввёл собирательный термин «севастопольские песни», который объединяет данную песню и «Как восьмого сентября...».

## Содержание
Песня в сатирическом ключе описывает события сражения на Чёрной речке, а также связанные с ним действия российского генералитета.

## История создания

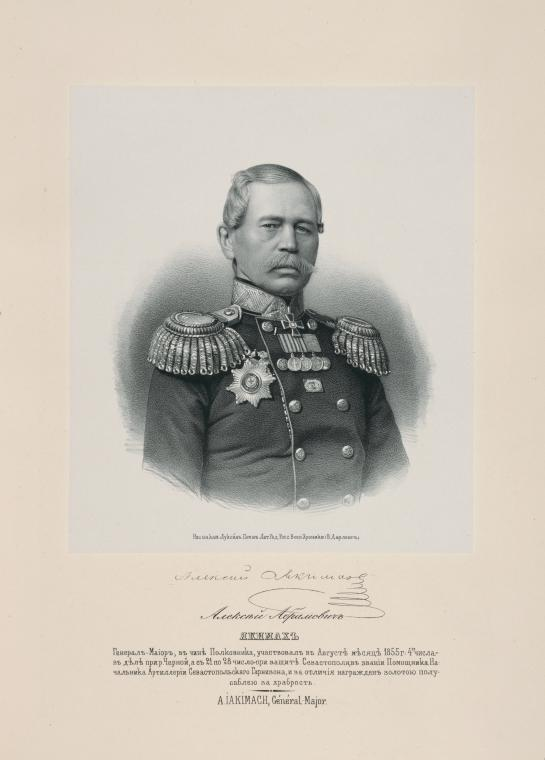
Генерал-майор Алексей Абрамович Якимах.

Слова песни были сочинены в первой половине августа 1855 года. При работе над произведением услуг композитора не потребовалось: по замыслу Толстого, текст должен был исполняться на мотив широко известного на тот момент музыкального произведения. Сын писателя, композитор и музыковед С. Л. Толстой утверждал, что автор слов опирался на мелодию цыганской песни «Я цыганка молодая, цыганка не простая, знаю ворожить». По мнению других исследователей, «Песня...» исполнялась на мотив «Под Силистрию ходили...», а непосредственным прообразом текста стало стихотворение И. М. Коваленского «За горами, за долами Бонапарте с плясунами...», также ставшее популярной песней.
7 ноября 1855 года Л. Н. Толстой отметил в дневнике: «В[еликий] К[нязь] знает про песню. Ездил объясняться с Екимахом молодцом». Три дня спустя Толстой отправил письмо брату Сергею Николаевичу, в котором изложил события минувших дней более подробно: «Вел. Князь Михаил, узнав, что я, будто бы, сочинил песню, недоволен особенно тем, что, будто бы, я учил её солдат. Это грустно, я объяснялся по этому случаю с Нач[альником] Штаба». Как были приняты объяснения Толстого, сведений нет, однако 5 декабря писатель сообщил тому же адресату, что обстоятельства, как ему кажется, изменились к лучшему: «На днях узнал, что Государь читал вслух своей жене моё Детство и плакал. Кроме того, что это мне лестно, я рад, что это исправляет ту клевету, которую на меня выпустили доброжелатели и довели до Величеств и Высочеств, что я, сочинив Севастопольскую песню, ходил по полкам и учил солдат её петь».
Текст произведения был впервые опубликован в 1857 году в альманахе «Полярная звезда», вместе со словами песни «Как восьмого сентября...». Публикация была снабжена следующим примечанием А. И. Герцена: «Эти две песни списаны со слов солдат. Они не произведение какого-нибудь особого автора, и в их складе нетрудно узнать выражение чисто народного юмора». В 1875 году слова песни впервые напечатали в России (во 2-м номере журнала «Русская старина»), а в 1935 году увидели свет и ноты (в записи и обработке С. Л. Толстого).

## Отражение в культуре
«Песня про сражение на реке Чёрной» очень быстро приобрела широкую популярность, вышедшую далеко за пределы Севастополя. 23 января 1856 года Н. А. Добролюбов занёс в дневник слова обеих «севастопольских песен», после чего отметил: «Не знаю, как в Крыму, но в Петербурге эти песни имеют большой успех. Их читают и списывают. Мне случалось встречать офицеров, которые знают их наизусть…».
Некоторые строчки песни («Гладко вписано в бумаге, // Да забыли про овраги», «Туда умного не надо, // Ты пошли туда Реада») сразу же сделались крылатыми выражениями. Кроме того, она послужила образцом для студенческих песен 1860-х годов, а также для известной песни «Как четвертого числа нас нелёгкая несла смуту усмирять...», возникшей в связи с разгоном демонстрации в Петербурге 4 марта 1901 года.